# Ringwoodita
A ringwoodita ou ringwoodite é um mineral da classe dos nesossilicatos, e dentro desta pertence ao chamado “grupo da olivina". Descoberto em 1969 num meteorito caído próximo de Charters Towers, em Queensland, Austrália, foi assim nomeado em honra a Alfred E. Ringwood, geoquímico australiano.